# Crumenaria
Crumenaria é um género botânico pertencente à família Rhamnaceae. O género foi descrito por Carl Friedrich Philipp von Martius e divulgado no livro de botâmica Nova Genera et Species Plantarum, no ano de 1826.

## Espécies
- Crumenaria choretroides Martius ex Reisseck
- Crumenaria decumbens Mart (espécie tipo)
- Crumenaria diffusa Suess
- Crumenaria erecta Reissek
- Crumenaria glaziovii Urb
- Crumenaria lilloi Suess
- Crumenaria steyermarkii Standl